# Who's That Girl (musikalbum)
Who's That Girl är en musikalbum av Madonna från 1987.
Albumet är soundtracket till filmen Who's That Girl. Madonna sjunger på fyra låtar: "Who's That Girl", "Causing a Commotion", "The Look of Love" och "Can't Stop".

## Låtlista
1. Madonna: "Who's That Girl" - 3:59
2. Madonna: "Causing a Commotion" - 4:21
3. Madonna: "The Look of Love" - 4:04
4. Duncan Faure: "24 Hours" - 3:39
5. Club Nouveau: "Step by Step" - 4:45
6. Michael Davidson: "Turn It Up" - 3:57
7. Scritti Politti: "Best Thing Ever" - 3:51
8. Madonna: "Can't Stop" - 4:46
9. Coati Mundi: "El Coco Loco (So So Bad)" - 6:22

## Listplaceringar
| Lista (1987-1988) | Topplacering |
| ----------------- | ------------ |
| Frankrike         | 2            |
| Nederländerna     | 2            |
| Norge             | 2            |
| Nya Zeeland       | 2            |
| Schweiz           | 2            |
| Sverige           | 2            |
| Österrike         | 4            |

### Fotnoter
1. ↑  ”Madonna”. Arkiverad från originalet den 22 juni 2011. https://web.archive.org/web/20110622072712/http://www.madonna.com/discography/index/album/albumId/16/. Läst 25 juni 2011.
2. ↑  ”Listplacering”. http://lescharts.com/showitem.asp?interpret=Madonna&titel=Who%27s+That+Girl&cat=s. Läst 24 maj 2011.
3. ↑  ”Listplacering”. http://dutchcharts.nl/showitem.asp?interpret=Madonna&titel=Who%27s+That+Girl&cat=s. Läst 24 maj 2011.
4. ↑  ”Listplacering”. http://norwegiancharts.com/showitem.asp?interpret=Madonna&titel=Who%27s+That+Girl&cat=s. Läst 24 maj 2011.
5. ↑  ”Listplacering”. Arkiverad från originalet den 3 september 2011. https://web.archive.org/web/20110903195414/http://charts.org.nz/showitem.asp?interpret=Madonna&titel=Who%27s+That+Girl&cat=s. Läst 24 maj 2011.
6. ↑  ”Listplacering”. http://hitparade.ch/showitem.asp?interpret=Madonna&titel=Who%27s+That+Girl&cat=s. Läst 24 maj 2011.
7. ↑  ”Listplacering”. http://swedishcharts.com/showitem.asp?interpret=Madonna&titel=Who%27s+That+Girl&cat=s. Läst 24 maj 2011.
8. ↑  ”Listplacering”. http://austriancharts.at/showitem.asp?interpret=Madonna&titel=Who%27s+That+Girl&cat=s. Läst 24 maj 2011.